# Brunori Sas
 (juin 2021).
La mise en forme du texte ne suit pas les recommandations de Wikipédia : il faut le « wikifier ».
Les points d'amélioration suivants sont les cas les plus fréquents. Le détail des points à revoir est peut-être précisé sur la page de discussion.
- Les titres sont pré-formatés par le logiciel. Ils ne sont ni en capitales, ni en gras.
- Le texte ne doit pas être écrit en capitales (les noms de famille non plus), ni en gras, ni en italique, ni en « petit »…
- Le gras n'est utilisé que pour surligner le titre de l'article dans l'introduction, une seule fois.
- L'italique est rarement utilisé : mots en langue étrangère, titres d'œuvres, noms de bateaux, etc.
- Les citations ne sont pas en italique mais en corps de texte normal. Elles sont entourées par des guillemets français : « et ».
- Les listes à puces sont à éviter, des paragraphes rédigés étant largement préférés. Les tableaux sont à réserver à la présentation de données structurées (résultats, etc.).
- Les appels de note de bas de page (petits chiffres en exposant, introduits par l'outil «  Source ») sont à placer entre la fin de phrase et le point final[comme ça].
- Les liens internes (vers d'autres articles de Wikipédia) sont à choisir avec parcimonie. Créez des liens vers des articles approfondissant le sujet. Les termes génériques sans rapport avec le sujet sont à éviter, ainsi que les répétitions de liens vers un même terme.
- Les liens externes sont à placer uniquement dans une section « Liens externes », à la fin de l'article. Ces liens sont à choisir avec parcimonie suivant les règles définies. Si un lien sert de source à l'article, son insertion dans le texte est à faire par les notes de bas de page.
- La présentation des références doit suivre les conventions bibliographiques. Il est recommandé d'utiliser les modèles {{Ouvrage}}, {{Chapitre}}, {{Article}}, {{Lien web}} et/ou {{Bibliographie}}. Le mode d'édition visuel peut mettre en forme automatiquement les références.
- Insérer une infobox (cadre d'informations à droite) n'est pas obligatoire pour parachever la mise en page.

Pour une aide détaillée, merci de consulter Aide:Wikification.
Si vous pensez que ces points ont été résolus, vous pouvez retirer ce bandeau et améliorer la mise en forme d'un autre article.
Brunori Sas, pseudonyme de Dario Brunori (Cosenza, 28 septembre 1977), est un chanteur et musicien italien.

## Biographie
Né à Cosenza, il passe son enfance d'abord à Joggi, un hameau de Santa Caterina Albanese, puis à Guardia Piemontese . Il a fréquenté l'Université de Sienne où il a obtenu un diplôme en économie et commerce. Le nom Brunori SAS est un hommage à l'entreprise de construction de ses parents, qui porte le même nom et qui a couvert les frais de réalisation de plusieurs enregistrements, ainsi qu'un lieu d'inspiration pour de nombreuses chansons contenues dans son premier album.

### Les débuts
Il fait ses débuts discographiques en 2003 avec le collectif virtuel italo-suisse Minuta, avec lequel il signe trois chansons dans trois compilations thématiques. En 2005, il fonde avec Matteo Zanobini et Francesca Storai le groupe dream-pop Blume, avec lequel il publie l'album In Tedesco vuol dire fiore, dont la vidéo a été primée en 2006 par un jury d'experts à l'occasion de la Rencontre des indépendants étiquettes. Toujours en 2005, avec Matteo Zanobini, il a écrit et interprété le succès indépendant 90210, un divertissement sur la série télévisée Beverly Hills 90210 au nom de The Minnesota's et est devenu l'auteur de chansons et de musique pour certaines séries d'animation télévisées, collaborant activement avec Andrea Zingoni, pour la série de Gino il pollo, Les recettes d' Arturo et Kiwi et Dixiland .

### Vol. 1
En juin 2009, Dario Brunori, sous le pseudonyme de Brunori SAS, publie son premier album Vol.1 composé de chansons simples et directes,. L'album a remporté le Prix Ciampi 2009 en tant que "meilleur premier album" . Accompagné de Simona Marrazzo (chœurs et percussions), Dario Della Rossa (piano et claviers), Mirko Onofrio (sax et instruments à vent) et Massimo Palermo (batterie), il promeut l'album avec une tournée de plus de 140 dates qui le mène à gagner le prix de KeepOn Live en tant que "Meilleur personnage live de la saison". Un des singles de l'album, Paolo, est la bande son - bien que le texte ait été modifié - du dessin animé Dixiland diffusé sur Rai Yoyo.

### Vol.2 - Poveri CristietÈ nata una star?(2011-2013)

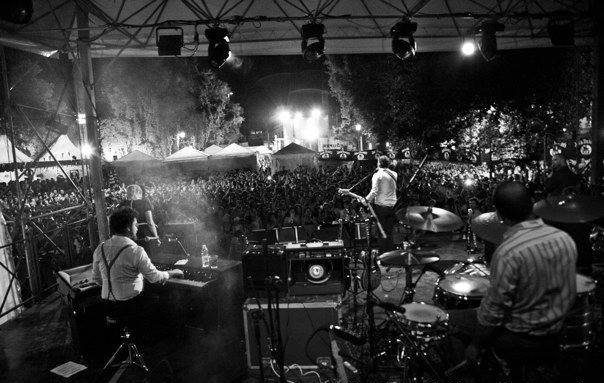
Brunori Sas en concert à Rome en 2012

Exactement deux ans après le "Vol. 1", Dario Brunori sort Vol. 2 - Poveri Cristi,. Dans ce travail, il vise à décrire les histoires de vie des autres. Le nouvel album a une structure plus articulée, grâce à l'intervention du groupe et la participation de Dente et Dimartino. Les chansons sont mélodiques, à l'italienne. Le disque marque l'entrée définitive dans le groupe du violoncelliste Stefano Amato et inaugure Picicca Dischi, un nouveau label que Dario Brunori lui-même a fondé avec Simona Marrazzo et Matteo Zanobini. En 2012 l'une des chansons, Una Domenica notte, inspire le long métrage de Giuseppe Marco Albano dans lequel Dario et tout le groupe apparaissent également dans un caméo .
La même année, Brunori Sas est l'auteur de la bande originale de È nata una star?, une œuvre cinématographique de Lucio Pellegrini, avec Rocco Papaleo et Luciana Littizzetto. La bande originale est une collection de chansons inédites et de pièces instrumentales qui vont former un nouveau LP (long play), également publié par Picicca Dischi en 2013. Durant cette période, Brunori ajoute à sa carrière de musicien celle de producteur artistique. En plus des trois albums « Brunoriani », il a également produit la production artistique des œuvres discographiques de Maria Antonietta et Dimartino, les premiers artistes embauchés par Picicca Dischi.
À l'instar de Groucho Marx, avec qui il partage l'amour des blagues et des bêtises, la moustache et les lunettes caractérisent l'image de Dario Brunori depuis ses débuts. Pour s'émanciper ironiquement de ce stéréotype, en 2013 est né Brunori senza baffi (sans moustache), une tournée théâtrale en trio, dans laquelle tout le répertoire de ses trois albums est reproposé ainsi que quelques reprises, avec une attitude plus acoustique et suggestive.  La tournée se déroule à guichets fermés partout et se termine en septembre 2012, date à laquelle elle prend officiellement fin.

### Vol. 3 - Il cammino di Santiago in taxiet la tournée théâtrale (2013-2016)
En octobre 2013, l'enregistrement du troisième album commence. Le 16 décembre suivant, la date et le titre du troisième album studio sont annoncés : il s'agit de Vol. 3 - Il cammino di Santiago in taxi (it), sorti le 4 février 2014. L'album a été enregistré dans un couvent de Belmonte Calabro avec le producteur japonais Taketo Gohara. Le 7 janvier, la vidéo du premier single Kurt Cobain, dédié au chanteur de Nirvana, sort. Entre mars et avril 2014 la tournée dans les clubs Vol.3 - Il Camino de Santiago in taxi enregistre le sold-out dans toutes les étapes. Vol.3 - Il Camino de Santiago in taxi débute en cinquième position dans le classement des ventes FIMI, en deuxième place sur iTunes et en première place sur Spotify en tant qu'artiste le plus écouté. Brunori Sas est officiellement invité et participe à Rome au Concert du 1er mai,. En juin, Ligabue choisit Brunori Sas comme artiste de première partie pour les concerts à Milan (Stadio San Siro) et à Rome (Stadio Olimpico).
Entre mars et avril, Brunori Sas propose la tournée théâtrale intitulée Brunori Srl - una società a responsabilità limitata,,,. Pour la première fois, Dario Brunori s'essaye à un spectacle oscillant entre cabaret, théâtre, chanson et concert, où alternent des monologues intimes (mais pas trop) avec des chansons de son répertoire, dans un décor totalement renouvelé et inédit, empruntant la forme de la comédie stand-up. La tournée était presque toujours à guichets fermés.
Le 20 mai 2015, en première mondiale sur La Effe (chaîne 50 TNT et téléset, 139 de Sky) est diffusée, Una società a responsabilità limitata, un voyage entre Rome et la Calabre que Dario Brunori a réalisé avec Neri Marcorè. Une histoire qui vient de la pièce de Dario Brunori et qui présente ses passages les plus significatifs en arrière-plan pour décrire souvenirs et anecdotes selon le thème central de la «responsabilité limitée».

### A casa tutto bene,l'expérience télévisée avecBrunori SaetSanremo 2019(2016-2019)
Le 24 novembre 2016, avec un article sur IL - Idee e Lifestyle du Sole 24 ore, Dario Brunori anticipe les thèmes de son nouvel album, annoncé le 5 décembre 2016 par Brunori lui-même avec le titre A casa tutto bene (Picicca Dischi). « Ce sont des chansons qui ont à voir avec le besoin de faire face aux petites et grandes peurs quotidiennes - explique Brunori - et avec la tendance naturelle à chercher un abri, un refuge, un endroit où se sentir en sécurité ». Le 16 décembre 2016, le single La vertià est lancé, suivi du lancement du nouveau clip vidéo créé par Giacomo Triglia le même jour.
A casa tutto bene débute le 20 janvier 2017, se plaçant en troisième position des ventes FIMI et en première place sur les plateformes numériques iTunes et Spotify. La même FIMI certifiera La verità single d'or et A casa tutto bene disque d'or. Le 11 janvier 2017, l'émission spéciale sur Sky Arte "Brunori Sas - A casa tutto bene" anticipe la parution du nouvel album qui sortira le 20 janvier 2017. L'album a été enregistré à San Marco Argentano à la « Masseria Perugini ».
La tournée hivernale du même nom, qui a débuté le 24 février 2017 à partir d' Udine, s'est vendue à guichets fermés aux 18 dates du calendrier et est protagoniste en tant que groupe phare du concert du 1er mai sur la Piazza San Giovanni à Rome. Le 16 juin 2017, la tournée estivale qui touchera 18 dates en Italie commence à Padoue. Le 27 juillet 2017, il remporte le prix "Pimi Speciale" de Mei, le rendez-vous consacré à la musique indépendante italienne, en tant que meilleur artiste indépendant de l'année. Le 1er août 2017, la FIMI certifie le disque d'or de La Verita. Le 2 septembre 2017, le clip du single La verità, écrit par Dario Brunori et réalisé par Giacomo Triglia, remporte le prix « Pivi 2017 » du Mei, en tant que meilleure vidéo indépendante de l'année. Le 1er juillet 2018, la FIMI certifie Canzone contro la paura disco d'oro. Le 13 août 2018, la FIMI certifie A casa tutto bene disque de platine.
Le 28 juin 2017, les nouveaux horaires de la Rai ont été présentés à Rome et il a été annoncé que Brunori accueillera l'émission Brunori Sa, diffusée à partir du 6 avril en fin de soirée sur Rai 3 . Le même jour, Brunori annonce la nouvelle tournée théâtrale Brunori a teatro - Canzoni e monologhi sull'incertezza a partire à partir de février 2018.
Le 6 avril 2018, le premier épisode de Brunori Sa sera diffusé sur Rai 3, l'émission menée par Dario Brunori qui, à travers l'histoire en cinq épisodes sur les désirs, les peurs et les contradictions apparentes, raconte la génération des quadragénaires. à qui appartient. Cinq thèmes existentiels : la santé, la maison, le travail, les relations et Dieu.
Le 8 février 2019 Dario Brunori est sur la scène du Théâtre Ariston de Sanremo 2019 à l'occasion de la soirée consacrée aux duos. Brunori se produit avec le Zen Circus avec la chanson L'amore è una dittatura qui arrive dix-septième au classement final.

### Cip!et tournée dans les salles de concerts (2019-2024)
Le 18 septembre 2019 sort le nouveau single Al di là dell'amore. Une tournée dans les salles de concert est également annoncée à partir de mars 2020, tandis que le 27 septembre suivant le clip vidéo de Al di là dell'amore, écrit par Dario Brunori et réalisé par Giacomo Triglia, est publié de l'auteur-compositeur-interprète intitulé Cip! et à paraître le 10 janvier 2020 pour le label Island Records. La sortie du deuxième single de l'album, Per due che come noi, est également annoncée pour le 13 décembre 2019, en même temps que le clip vidéo réalisé par le réalisateur Duccio Chiarini.
Le 9 mars 2020 la FIMI certifie Cip! disque d'or pour plus de 25 000 exemplaires vendus .
Le 8 juin 2020 la FIMI certifie disque d'or Per due che come noi pour plus de 35 000 exemplaires vendus.
Le 1er février 2021 la FIMI certifie le disque d'or Al di là dell'amore pour les plus de 35 000 exemplaires vendus.

### L'albero delle nocietSanremo 2025(depuis 2025)
En février 2025, il participe pour la première fois au Festival de Sanremo avec la chanson L'albero delle noci. Il y termine à la troisième place. Le 14 février, en plein milieu de la semaine du festival, il publie l'album L'albero delle noci, comprenant dix titres, et produit en collaboration avec Riccardo Sinigallia.

## Participations et collaborations
Sur la scène du Théâtre Petruzzelli à Bari, il participe à Meraviglioso Modugno, l'événement inaugural de Medimex, consacré au regretté auteur-compositeur-interprète. Caterpillar et Twilight, diffusés sur Rai Radio 2, utilisent ses chansons comme contenus spéciaux. Ses featurings sont dans des pièces de Marco Notari, Nicolò Carnesi, les Gatti Mézzi. En 2013, il participe à la vidéo Passerà d' Eugenio Finardi. La même année, il rejoint le projet musical Stazioni Lunari, un format qui dirige la direction artistique de Francesco Magnelli, dans lequel il partage la scène avec l'hôtesse, Ginevra Di Marco, et avec des artistes tels que Cristina Donà, Dente, Simone Cristicchi, Nada, la chorale des mineurs de Santa Flora, Cisco, Max Gazzè et Enzo Avitabile. En 2015 il duo avec l'auteure-compositrice-interprète sicilienne Cassandra Raffaele dans la chanson "La sirène et le marin", contenue dans l'album Chagall. Il soutient activement de nombreuses campagnes sociales : il joue en faveur de l'UNICEF, dont il devient l'ambassadeur de Calabre, pour Emergency, au Teatro Valle Occupato, au Théâtre Coppola de Catane, dans la ville de Mormanno après la dévastation de le tremblement de terre. En 2013, il a collaboré avec le rappeur Cosentino Kiave dans la chanson Identità. Il apparaît dans un caméo dans le film de Marco Caputo et Davide Imbrogno L'attesa, et dans le long métrage de Fabrizio Nucci et Nicola Rovito Goodbye Mr. President.

## Discographie

### En tant que soliste

#### Albums en studio
- 2009 - Vol. 1 (Picicca Dischi )
- 2011 - Vol. 2 - Poveri Cristi (Picicca Dischi)
- 2014 - Vol. 3 - Il cammino di Santiago in taxi (Picicca Dischi / Sony Music )
- 2017 - A casa tutto bene (Picicca Dischi)
- 2020 - Cip! (Island Records / Universal Music)

#### Bandes sonores
- 2012 - È nata una star? (it)
- 2018 - L'ospite
- 2020 - Odio l'estate

### Avec les Blume

#### Albums en studio
- 2006 - In tedesco vuol dire fiore (Pippola Music)

### Clip vidéo
- 2010 - Come stai (réalisé par Giacomo Triglia)
- 2010 - Guardia '82 (réalisé par Giacomo Triglia)
- 2011 - Rosa (réalisé par Giacomo Triglia)[57]
- 2014 - Kurt Cobain (réalisé par Giacomo Triglia)
- 2014 - Mambo reazionario (réalisé par Tomas Marcuzzi UOLLI)
- 2015 - Le quattro volte (réalisé par Giacomo Triglia)
- 2016 - La vertià (réalisé par Giacomo Triglia)
- 2017 - Canzone contro la paura (production originale Sky Arte HD)
- 2019 - Al di là dell'amore (réalisé par Giacomo Triglia)
- 2019 - Per due che come noi (réalisé par Duccio Chiarini)
- 2025 - L'albero delle noci

### Productions artistiques
- 2009 - Brunori Sas - Vol. 1 (Pippola Music)
- 2011 - Brunori Sas - Vol. 2 - Poveri Cristi (Picicca Dischi)
- 2011 - Brunori Sas - È nata una star (Picicca Dischi/Warner Chappell Music Italiana)
- 2012 - Maria Antonietta - Maria Antonietta (Picicca Dischi)
- 2012 - Dimartino - Sarebbe bello non lasciarsi mai, ma abbandonarsi ogni tanto è utile (Picicca Dischi)
- 2013 - Dimartino - Non vengo più mamma (Picicca Dischi/Warner Chappell Music Italiana)

### Participations et collaborations
- 2011 - En collaboration dans la chanson L'invasione degli ultracorpi dans l'album Io? par Marco Notari
- 2012 - Meraviglioso Modugno - Hommage à Domenico Modugno au Théâtre Petruzzelli de Bari avec Negramaro, Noemi, Dente, Ginevra Di Marco, Mannarino
- 2012 - Stazioni Lunari, spectacle musical itinérant créé par Francesco Magnelli
- 2012 - Acteur dans Passerà, vidéo de Giacomo Triglia de la pièce d'Eugenio Finardi
- 2012 - Participation à la chanson "Mi sono perso a Zanzibar" dans l'album "Gli eroi non escono il sabato" de Nicolò Carnesi
- 2013 - Participation à Non tremiamo, cooperiamo, une journée de coopération sociale en faveur des victimes du tremblement de terre de Mormanno promue par Radio Ciroma
- 2013 - Participation à la chanson Fame dans Light Clothes de Gatti Mézzi
- 2013 - Collaboration pour les morceaux Identità dans l'album Solo per cambiare il mondo de Kiave
- 2013 - Acteur dans Attesa, un long métrage de Davide Imbrogno et Marco Caputo
- 2013 - Acteur dans Goodbye Mr. President, un film de Fabrizio Nucci et Nicola Rovito
- 2015 - Collaboration pour la chanson La sirena e il marinaio contenue dans l'album Chagall de Cassandra Raffaele
- 2019 - Collaboration pour la chanson Vorrei dans l'album Note di viaggio - Capitolo 1: venite avanti... de Francesco Guccini, Mauro Pagani, Manuel Agnelli, Malika Ayane, Samuele Bersani, Brunori Sas, Luca Carboni, Carmen Consoli, Elisa, Francesco Gabbani, Luciano Ligabue, Giuliano Sangiorgi, Margherita Vicario, Nina Zilli
- 2019 - Collaboration pour la deuxième version de la chanson Anche fragile dans la réédition de l'album Diari Aperti (Segreti Svelati) d'Elisa

## Télévision
- Brunori Sa (Rai 3, 2018) - chef d'orchestre

## Prix et récompenses
- 2009 - "Prix Ciampi" - Meilleur premier enregistrement de l'année avec l'album " Vol.1"[7]
- 2010 - "Prix Siae / Club Tenco Award" à l'auteur émergent[58]
- 2011 - "Prix Italien Musique Indépendante" - "Best Live"[59]
- 2012 - Musica da Bere - Plaque en tant qu'artiste émergent[60]
- 2014 - "Vol. 3 - Il Camino di Santiago in taxi" débute en cinquième position dans le classement des ventes FIMI, en deuxième place sur ITunes et en première place sur Spotify en tant qu'artiste le plus écouté
- 2015 - Prix Lunezia Indie-Pop pour la valeur musicale littéraire de l'album "Vol. 3 - Le Camino de Santiago en taxi" [61],[62]
- 2017 - "A casa tutto bene" fait ses débuts à la troisième place du classement Fimi des albums les plus vendus en Italie, à la deuxième place sur iTunes et à la première place sur Spotify en tant qu'artiste le plus écouté.
- 2017 - "Targa Tenco" - Meilleur single "La verità"
- 2017 - "Pimi Special Mei Award" meilleur artiste indépendant de l'année[33]
- 2017 - "Pivi Mei Award" à "La vérité" meilleure vidéo indépendante de l'année[63]
- 2018 - "Rockol Awards" à "A casa tutto bene" meilleur album de l'année[64]
- 2018 - "Amnesty International Italia Award" au meilleur article sur les droits humains de "L'homme noir"[65]
- 2020 - " Cip! " Arrive en première position du classement Fimi des albums des albums les plus vendus en Italie, et en première place sur iTunes .
- 2020 - Nastro d'Argento - Meilleure bande originale pour Odio l'estate[66]
- 2020 - Ciak d'Oro - Meilleure bande originale pour Odio l'estate[67]
- 2020 - "Targa Tenco" - Meilleur album de tous les temps avec "Cip !"[68]

## Représentations live
- Dario Brunori - voix, guitare, piano (2009 - présent)
- Simona Marrazzo - chœurs, percussions, synthétiseur (2009 - présent)
- Dario Della Rossa - claviers (2009 - présent)
- Massimo Palermo - batterie (2009 - présent)
- Mirko Onofrio - saxophone, clarinette, flûte, vibraphone, chœurs (2009 - présent)
- Stefano Amato - violoncelle, basse électrique, guitare électrique, mandole, mandoline (2010 - présent)
- Lucia Sagretti - violon (2014 - présent)